# زبان زنان

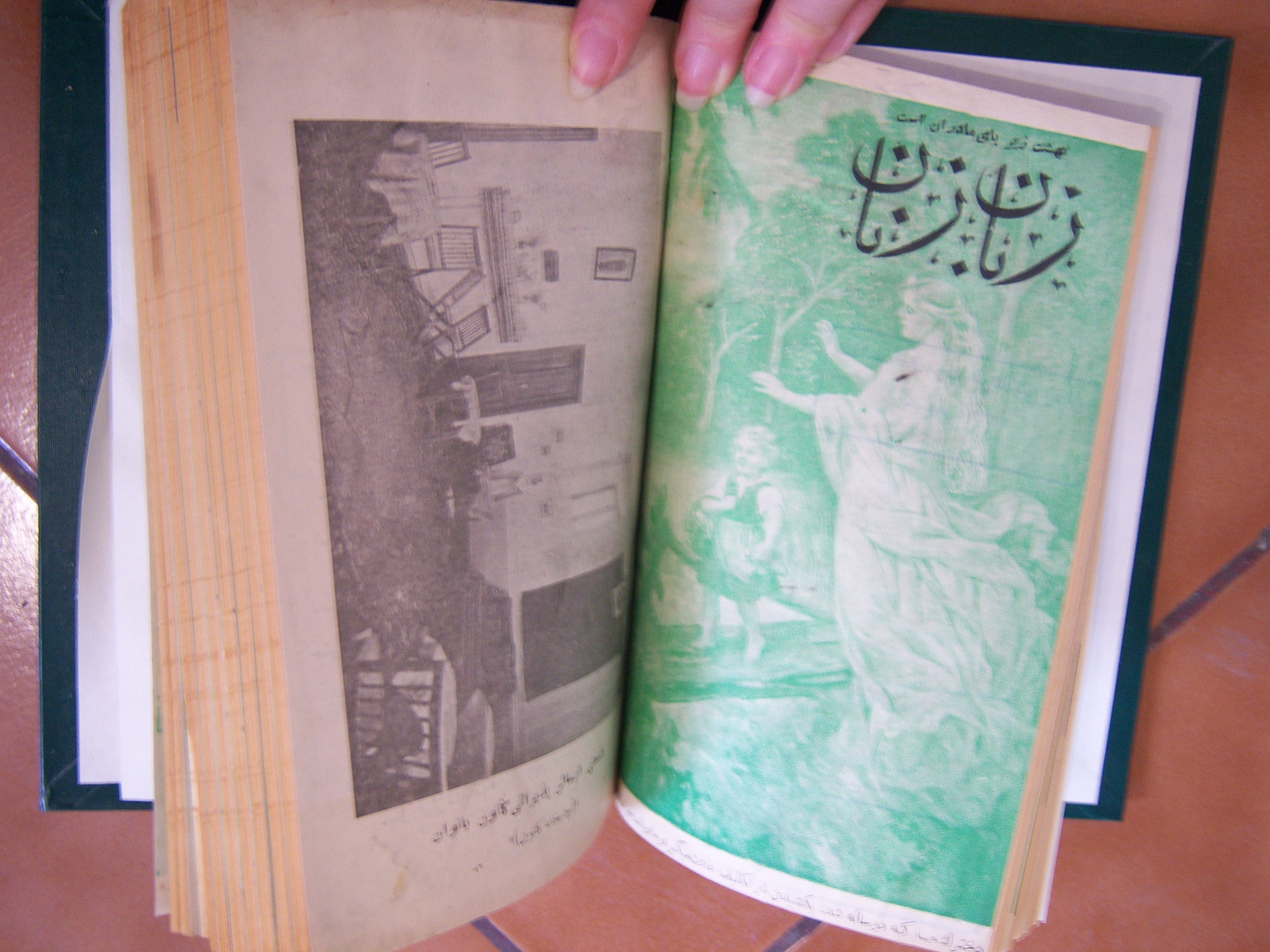
بخشی از کتاب زبان زنان

زبان زنان سومین نشریه مربوط به زنان در ایران بود که توسط صدیقه دولت‌آبادی در اصفهان و تهران چاپ می‌شد. زبان زنان از تیر ۱۲۹۸ تا دی ۱۲۹۹، در ۵۷ شماره به چاپ رسید. نشریه در ابتدا دو هفته یک‌بار چاپ می‌شد اما پس از سال نخست، هفته‌نامه شد. اغلب مقالات و مطالب این نشریه مربوط به زنان بود اما یک رمان سریالی به نام داستان رقت‌انگیز نیز به چاپ می‌رساند.
اهمیت تاریخی این نشریه به خاطر مواضع پیشرو و آوانگارد آن در زمینه حقوق زنان است. زبان زنان نخستین نشریه در ایران بود که توسط یک زن پایه‌گذاری و منتشر می‌شد، نویسندگان زن درباره حقوق زنان در آن مطلب می‌نوشتند و نخستین نشریه‌ای بود که کلمه «زن» در عنوان آن به کار رفته بود. زبان زنان از شماره ششم به بعد می‌کوشید که به جای کلمات رایج عربی، کلمات فارسی به کار ببرد اما این رویکرد منجر به استفاده از سبک سره‌نویسی نشد. برخی از معادل‌های پیشنهادی در این نشریه، عبارات ابداعی در دساتیر بود.
این نشریه از بانفوذترین نشریات حقوق زنان بود و نخستین نشریه زنانه بود که مجوز انتشارش به نام خود منتشرکننده آن (صدیقه دولت‌آبادی) صادر شد. زبان زنان به آشنا کردن زنان با حقوقی همچون آموزش، استقلال اقتصادی و حقوق خانوادگی خود می‌پرداخت. این نشریه هر هفته روزهای شنبه با تیراژ ۲۵۰۰ نسخه فروخته می‌شد و مردان بیشتر از زنان خواننده ثابت آن بودند. دولت‌آبادی در این نشریه به صراحت حجاب را نقد می‌کرد. به همین دلیل تهدید جانی نیز شد.
زبان زنان از همان ابتدای انتشار، واکنش برخی مرتجعان متعصب را برانگیخت. این افراد در قالب شب‌نامه‌های زیرزمینی و بدون نام به نشریه و پایه‌گذار آن حمله می‌کردند، شایعه می‌پراکندند و در روزنامه‌های دیگر علیه نشریه مقاله می‌نوشتند. هم‌خانه صدیقه دولت‌آبادی و هم دفتر نشریه بارها مورد حمله متعصبان قرار گرفت به طوری که حتی در برخی موارد سلاح گرم به همراه داشتند. صدیقه دولت‌آبادی برای حفظ جان خود به خانه جدیدی نقل مکان کرد و موفق شد انتشار نشریه را تحت حفاظت پلیس ادامه بدهد.
زبان زنان علیه قرارداد ۱۹۱۹ بین ایران و انگلیس و سیاست‌های وثوق الدوله و جانشین او مواضع انتقادی داشت. نهایتا در ۱۵ دی ۱۲۹۹، سپهدار اعظم محمدولی‌خان تنکابنی، نخست‌وزیر جدید، تلگراف شدیداللحنی به فرماندار اصفهان فرستاد و به او دستور داد که جلوی انتشار زبان زنان را بگیرد. تلاش‌های صدیقه دولت‌آبادی برای لغو ممنوعیت اثر نداشت. یکی از روحانیون تندرو، لغو ممنوعیت چاپ زبان زنان را اقدامی منافی اسلام و شریعت خواند.
زبان زنان در چاپخانه حبل‌المتین، در چهار صفحه دو ستونه به چاپ می‌رسید. مبلغ اشتراک سالانه آن ۱۲ قران و ۳۰ قران، به ترتیب برای چاپ دوهفته و هفتگی بود و به دانش‌آموزان دختر تخفیف تعلق می‌گرفت. مجموعه‌های ناقصی از زبان زنان اکنون در کتابخانه مرکزی دانشگاه تهران، کتابخانه مرکزی دانشگاه اصفهان و کتابخانه ابن‌مسکویه اصفهان موجود است.

#### مجله زبان زنان
بیست و شش ماه پس از ممنوعیت چاپ نشریه، صدیقه دولت‌آبادی شروع به انتشار مجله‌ای ماهانه به همان نام در تهران کرد. این مجله از فروردین تا آذر ۱۳۰۱ در شش شماره منتشر شد. در این مجله، مقاله و ترجمه و اخبار مربوط به زنان منتشر می‌شد اما برخلاف نشریه زبان زنان، به مسائل و رخدادهای سیاسی توجهی نمی‌شد. قیمت اشتراک سالانه مجله ۲۰ قران بود.
مجموعه کامل مجله زبان زنان اکنون در کتابخانه ملی ایران در تهران در دسترس است. نسخه‌های پراکنده مجله نیز در کتابخانه مرکزی دانشگاه تهران، کتابخانه مرکزی دانشگاه اصفهان و کتابخانه مرکزی فارس موجود است.